# Ага, Сайед Фазал
Сайед Фазал Ага (англ. Syed Fazal Agha; 1946, Хурамзай, Британская Индия — 20 мая 2020, Карачи) — государственный и политический деятель Пакистана. 

## Биография
Родился в округе Пишине провинции Белуджистан в Пакистане, который занимал должность губернатора Белуджистана с 18 августа по 12 октября 1999 года. Также был заместителем председателя сената Пакистана с 1988 по 1991 год от Белуджистана. Являлся членом Провинциального собрания Белуджистана с 13 августа 2018 года до своей смерти.
Был политически связан с суннитской партией Джамиат Улема-и-Ислам (Ф). Участвовал во всеобщих выборах Пакистана 2008 года и 2013 года, но не добился успеха. Победил на всеобщих выборах 2018 года и был избран членом Провинциального собрания Белуджистана от партии PB-20 (Пишин-III). Умер 20 мая 2020 года после заражения COVID-19 во время пандемии COVID-19 в Пакистане.

## Примечание
1. ↑  Ex Deputy Chairmen - Senate of Pakistan. Senate of Pakistan. Дата обращения: 1 апреля 2014. Архивировано из оригинала 29 июня 2013 года.
2. ↑  NA-261 - Pakistan General Election 2013, 2008 , Molvi Agha ... Forum Pakistan. Дата обращения: 1 апреля 2014. Архивировано из оригинала 24 сентября 2015 года.
3. ↑  PB-20 Results - Election 2018 Results - - Candidates List - Constituency Details - Geo.tv (амер. англ.). www.geo.tv. Дата обращения: 21 мая 2020. Архивировано 15 августа 2020 года.
4. ↑  Shah, Syed Ali. Former Balochistan governor dies at Karachi hospital after testing positive for Covid-19 (англ.). DAWN.COM (20 мая 2020). Дата обращения: 21 мая 2020. Архивировано 20 мая 2020 года.